# Lijst van burgemeesters van Nieuw-Beijerland
Dit is een lijst van burgemeesters van de voormalige Nederlandse gemeente Nieuw-Beijerland tot die gemeente op 1 januari 1984 opging in de gemeente Korendijk.
| Ambtsperiode | Naam burgemeester                    | Partij of stroming | Bijzonderheden                                                                        |
| ------------ | ------------------------------------ | ------------------ | ------------------------------------------------------------------------------------- |
| 18?? - 18??  | I. v.d. Vos                          |                    |                                                                                       |
| 1837 - 1889  | Mr. Johannes Frederik de Meij Mecima |                    | tevens burgemeester van Goudswaard (1850-1889) en Piershil (1844-1889)                |
| 1889 - 1919? | A. Bouman Jz.                        |                    |                                                                                       |
| 1919 - 1931  | G. Ninaber                           |                    |                                                                                       |
| 1931 - 1938  | Theodoor Albert Willem Bolman        | liberaal           | later burgemeester van Strijen                                                        |
| 1938 - 1944  | Sander (S.) Hammer                   | ARP                | tevens burgemeester van Goudswaard en Piershil (beide al vanaf 1936)                  |
| 1944 - 1945  | M.A. Simonis                         | NSB                | waarnemend, tevens waarnemend burgemeester van Goudswaard en Piershil                 |
| 1945 - 1949  | Sander (S.) Hammer                   | ARP                | tevens burgemeester van Goudswaard en Piershil; later burgemeester van Oud-Beijerland |
| 1950 - 1956  | W.J.D. van Dijck                     | ARP                | tevens burgemeester van Goudswaard en Piershil; later burgemeester van Maassluis      |
| 1957 - 1976  | Pieter (P.G.) Vries                  | CHU                | tevens burgemeester van Goudswaard en Piershil                                        |
| 1977 - 1984  | Bas (B.) Kolbach                     | CDA                | tevens burgemeester van Goudswaard en Piershil; vanaf 1984 burgemeester van Korendijk |